# Segundo Tratado Naval de Londres
O Segundo Tratado Naval de Londres, oficialmente o Tratado para Limitação do Armamento Naval, foi um tratado de controle armamentista assinado em 25 de março de 1936 pelo Império Britânico, Estados Unidos e França. Ele foi um sucessor do Tratado Naval de Washington e do Tratado Naval de Londres e tinha o objetivo de limitar o crescimento de armamentos navais.

## Termos
A assinatura do Segundo Tratado Naval de Londres veio depois da Segunda Conferência Naval de Londres, realizada entre dezembro de 1935 e março de 1936. O tratado foi apenas assinado por Estados Unidos, França e pela maioria dos membros da Comunidade Britânica: Austrália, Canadá, Índia, Nova Zelândia e Reino Unido, este último representando a si mesmo e "todas as partes do Império Britânico que não são membros separados da Sociedade das Nações". Os únicos domínios britânicos que se recusaram a assinar foram a África do Sul e Irlanda. O Japão, que fora parte dos dois tratados anteriores, tinha afirmado em 1934 que não renovaria os acordos e abandonou a conferência depois de britânicos e norte-americanos terem recusado seu desejo de paridade em número e tonelagem de navios de guerra. A Itália não participou por estar sob sanções impostas pela Sociedade das Nações.
O tratado limitou os couraçados a um deslocamento padrão de 36 mil toneladas, o mesmo limite acordado nos dois tratados anteriores, enquanto o tamanho das armas principais foi restrito a 356 milímetros. Entretanto, os Estados Unidos conseguiram a inclusão da chamada "cláusula do escalonamento" para o caso de que algum dos signatários originais do Tratado Naval de Washington se recusassem a aderir aos novos termos. Essa cláusula estipulava que norte-americanos, britânicos e franceses poderiam aumentar o tamanho de seus canhões principais para até 406 milímetros caso japoneses e italianos não ratificassem o tratado até 1º de abril de 1937.
Além disso, o tratado também limitou porta-aviões a um deslocamento padrão de 23,3 mil toneladas e que seus armamentos poderiam ter até dez canhões de 155 milímetros. Também estipulou que cruzadores rápidos ficassem abaixo de 8,1 mil toneladas de deslocamento padrão e que nenhum novo navio desse tipo poderia ser comprado ou construído até 1º de janeiro de 1943, enquanto submarinos não poderiam ter mais de duas mil toneladas de deslocamento e um canhão maior que 130 milímetros.

## Consequências
Como o Segundo Tratado Naval de Londres não teve a participação de Japão, Itália e Alemanha, ele na prática tinha pouquíssimo poder para restringir a proliferação naval. Japoneses, italianos e alemães já estavam com grandes projetos de construção naval em andamento, o que levou os três países signatários a revisarem alguns dos termos em 1938. O tratado em si acabou descartado em setembro de 1939, quando a Alemanha invadiu a Polônia e a Segunda Guerra Mundial começou.